# 约尼按摩

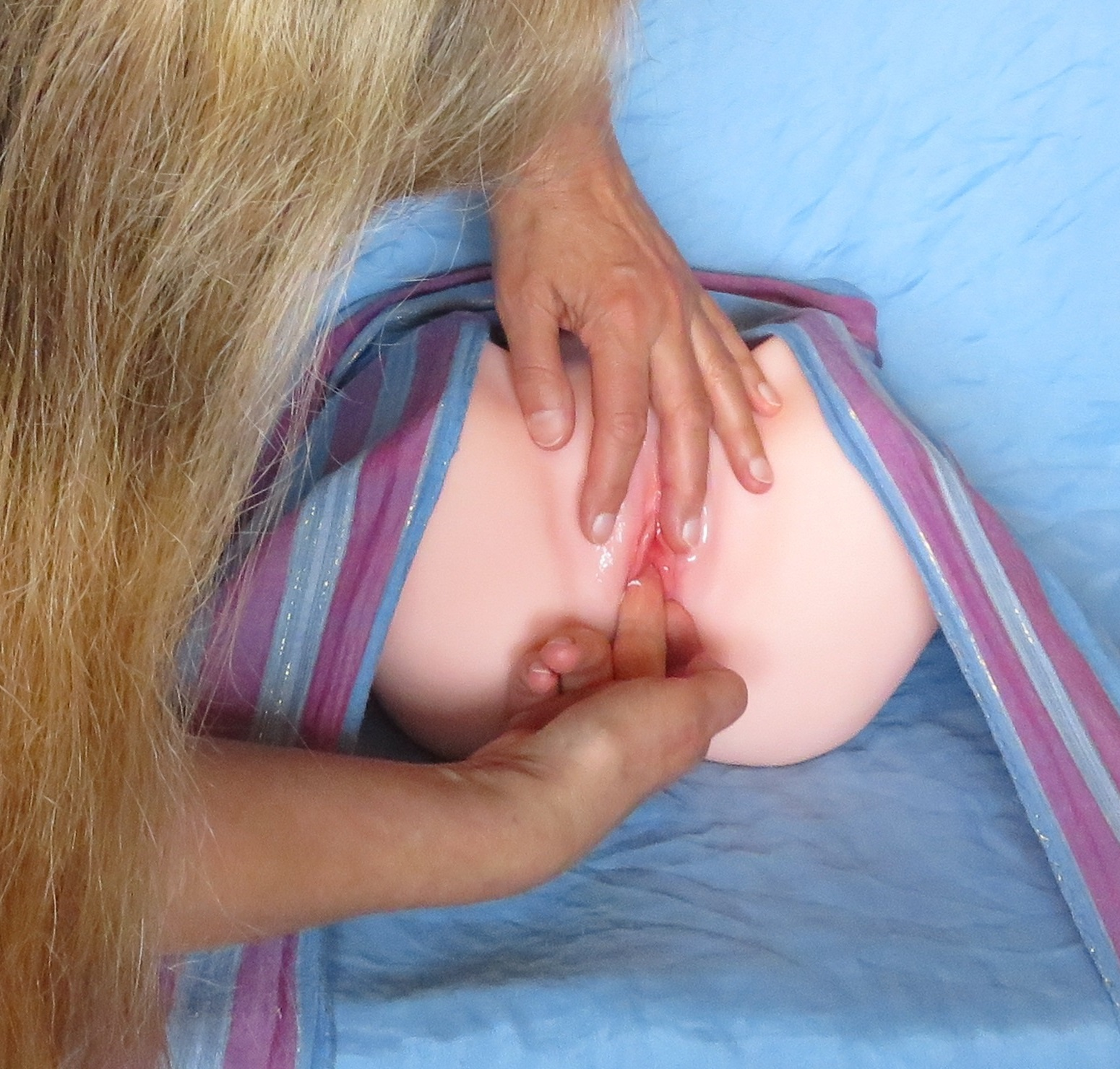
用硅胶模型演示的约尼按摩

约尼按摩（Yoni massage），亦称抓凤筋，是一种新怛特罗全身按摩，主要针对女性阴唇、陰蒂、G点、子宫、乳房、肛门和其他性敏感部位，与之相对的是男性的林伽按摩。“約尼”是一个印度教崇拜符号，象征印度教女神夏克提，也用来指女性性器官。约尼按摩被视为一种治疗手段，有时被用来缓解阴道紧张、疼痛或一般不适。部分从业者声称约尼按摩有助于受精，尽管这种说法没有科学依据。约尼按摩的目的不仅仅是为了达到性高潮，不过在按摩过程中，性高潮常有发生。